# Parafia św. Jerzego w Grenoble
Parafia św. Jerzego – etnicznie grecka parafia prawosławna w Grenoble. 